# Pjotr Walerjewitsch Dubrow
Pjotr Walerjewitsch Dubrow (russisch Пётр Валерьевич Дубров; * 30. Januar 1978 in Chabarowsk, Föderationskreis Fernost) ist ein russischer Kosmonaut.
Dubrow graduierte 1999 am Institut für Informationstechnologie der Staatlichen Universität der Pazifikregion in Chabarowsk. Er wurde am 8. Oktober 2012 als Raumfahrer ausgewählt und beendete seine OKP (Kosmonauten-Grundausbildung) am 16. Juni 2014. Er war danach als Testkosmonaut (TK) eingestuft und gehörte als Bordingenieur zur Ersatzmannschaft der Sojus MS-17. Er startete am 9. April 2021 mit dem Raumschiff Sojus MS-18 zur Internationalen Raumstation. Als Bordingenieur der ISS-Expeditionen 65 und 66 blieb er fast ein Jahr im All.